# Omutinskij rajon
L'Omutinskij rajon (in russo Омутинский район?) è un rajon dell'Oblast' di Tjumen', nella Russia asiatica.